# Myurella pygmaea
Myurella pygmaea é uma espécie de gastrópode do gênero Myurella, pertencente a família Terebridae.